# Altana (Berg)
Der Altana (polnisch Góra Altana) ist mit 408 Metern die höchste Erhebung in der Woiwodschaft Masowien. Er befindet sich ganz im Süden der Woiwodschaft auf dem Gebiet der Gemeinde Szydłowiec zwischen den Orten Ciechostowice und Hucisko. Über den Berg führt auch ein Radwanderweg.